# Dave Tipper
Dave Tipper, vagy röviden Tipper (1976–) brit zeneszerző, producer. Zenei világa az elektronikus berkekben mozog: az ambienttől, a trip-hopon keresztül, a nuskool breakbeatig szinte minden megtalálható repertoárjában. Élő fellépései főleg saját kiadatlan zenéiből állnak. Ismert és elismert arról, hogy saját dalait keveri zenéi alá, mellyel a lemezlovasság egy élő elemét teremti meg. Ez korai éveiből maradt meg, amikor még bakelit lemezekkel dj-zett.

## Karrier
Tipper széles körben elismert, mint Surround Sound zeneszerző. Ő volt az egyik első, aki olyan albumot adott ki, mely DualDisc formátumban jelent meg. Munkássága a  Sound Design-al és a Digital Audio Mastering-el nagy érdeklődéssel bír (munkássága számos nagy nevű zeneszerkesztő programmal való munkát felölel). Repertoárját rendszeresen megvásárolják ismert televíziós műsorok háttérzenéjének, reklámok zenéjének, és kábel televíziós műsorokhoz.
Tippert egy londoni night clubban fedezték fel tinédzserként, és hamarosan Richie Warren lett a menedzsere. A kezdeti párbeszédeik a mély frekvenciák és a ritmusok alapjául szolgáló ütések köré központosultak és elkezdték kutatni a leghatékonyabb dance zene megalkotását. A Funktion-One zene gurujával, Tony Andrews-szal való találkozó csak olaj volt a tűzre Tipper már amúgyis rendíthetetlen filozófiájának, mely szerint a zene legmagasabb minőségű előállítására és a hangok képességeinek legjobbja általi prezentálására készül. Richie megalapította a Fuel Records-ot (UK) és Tipper 1997-ben kiadta számos EP-je közül az elsőt. A Renault licencbe vette az egyiket, a Twister egy európai reklám kampányban használta. Nem sokkal ezután, a Sony UK leszerződött Tipperrel az újonnan induló dance részlegéhez, a Higher Groundhoz.

### Higher Ground
A ’90-es évek végén Tipper számos remixet készített a Higher Ground csapatával és önálló kislemezeket adott ki, melynek mindegyike megmutatta hajlamát az extrém mély frekvenciákkal és bonyolult többszólamú ritmusokkal tűzdelt elektronikus dance zene iránt. Ez a hangzás segített bevezetni egy új népszerű zenei stílust, melyet nuskool breakbeatnek neveznek és Tippert tartják a mozgalom egyik úttörő producerének. 1999-ben Tipper kiadta első albumát, a „The Critical Path”-ot. Ez, azonban nem az a brakbeat dance hangzás volt, amit a Highre Ground várt tőle. Tipper víziója sokkal inkább művészi volt, mint amit előre vártak. Ez megzavarta a kiadót, hogyan promotálja és a kiábrándító eladási számok egy baráti szakításhoz vezettek a Sonyval.

### The Fuel Sound System
Amíg a ’90-es évek végén Tipper a stúdióban foglalatoskodott, Riche Warren & Co. megalkotta a Fuel Sound System fogalmát. Ez 2 ugyanolyan 1970-es Dodge Challenger-ből állt, melyekbe egy-egy 6x18" mélynyomót helyezett (a hátsó ülések helyére), és egy Funktion One középmagas/magas hangfalat, melyeket egy hidraulika segítségével egy a műszerfalon elhelyezett kapcsolóval ki lehetett emelni a csomagtartóból. Ezek az autók 6 elem segítségével üzemeltek, melyeket egy generátorral lehetett feltölteni. Ezzel a teljesen diszkrét és mobil hangrendszerrel a Fuel-csapat, akik magukra vállalták a szónikus „prankster” szerepét, megkezdték zenés zarándoklatukat, ami elvezette őket számos zenei fesztiválra, partikra, és spontán összejövetelekre, felhívva a figyelmet a művészekre és kiadóikra. Az egyik ‘városi legenda’ szerint, az 1997-es V Fesztivál alkalmával Richie Warren bezsebelt egy gratulációt a The Prodigy színpadi menedzserétől, ugyanis a banda nem hallotta saját magát a mérhetetlen hangerőtől.
Ezzel a tevékenységgel a háttérben, Tipper 2001-ben kiadta „Holding Pattern” című második albumát. Sok szám landolt DJ-k kezeiben ezek közül (nemzetközi szinten is), ezért elkezdett turnézni: alaposan bejárta Európát, fellépett az Amerikai Egyesült Államokban és Ausztráliában is. Az utazások alatt készült egy mix album „Sound off” címmel, melyet még abban az évben tökéletesített a Fuel számára. Tipper a zenére fókuszált, míg Richie egy életstílust promotált- elvitték a kocsikat minden lehetséges helyre, ahol felhajtást tudtak csinálni a zene és a kocsik körül.

### My Utopia
A 2003-as amerikai turné alatt Tipper elkezdett zenéket szerezni, amik az első albumának Surround Soundbeli hangzás élményét kívánták tükrözni. A „Surrounded” 2004-ben 5.1-ben került kiadásra a MyUtopia Recordings merész lépése által. Valójában még a „Legjobb Surround Sound hangzású album” kategóriájában is jelölték, az album egyfajta elfordulást jelentett Tipper zenéjében a vele széles körben társított nuskool műfajától. Ebben az időszakban a digitális zene eladás és/vagy reprodukció uralta a zeneipart és végül ez okozta a Fuel Records (UK) vesztét is. Tipper elindult egy 2 éves turnéra, melynek csak időszakos állomása volt London. Mivel gyakorlatilag egy bőröndben volt mindene, még a „stúdióját” is a hátizsákjában tartotta, átmenetileg a „Globális Nomád” becenévvel illették. 2004 végén DualDisc-ként is kiadták a „Surrounded” című albumát, ami ahhoz vezetett, hogy az mp3 jogokat birtokló Fraunhofer Society segítségével megalkotta saját MP3 Surround Sound lejátszóját. Tipper továbbra is szolgált zenével olyan cégeknek, akik az ő magas színvonalú termékét használták saját fejlesztésű technológiájuk demonstrálásához.

### Tippermusic
2005-ben megalapította saját cégét Tippermusic néven. Magáévá tette a digitális zene forradalmát a szabadságért, amit a zenészeknek ad, hogy végre meghatározhassák saját útjukat. Többé már nem volt kényszer a márkának való megfelelés, ezen túl önállóan adta ki zenéjét, főleg online boltokban. Gyorsított tempóban kezdte kiadni az albumait. Elsőként a „Tip Hop” címre hallgató album került kiadásra, ami egy hiphop alapú, elektronikus trükkökkel fűszerezett album volt és egy új stílust teremtett, melyet glitch-hopnak neveznek. Ezt követte a „Relish The Trough”, ami a fellépésein használt összeállításokon alapult. Mindkét album nagy sikernek örvendett Hollywoodban és több számát is felhasználták főműsoridős televízió műsorok háttérzenéjeként.
A második downtempo albuma 2006-ban „The Seamless Unspeakable Something” címmel jelent meg, azt a látszatot keltve, hogy Tipper egy elektronika trip-hop varázsló. Itt is megtalálható egy két dal, amire Hollywood lecsapott. Számos DJ nagy örömére, akik már évek óta kérték Tippert, 2007-ben digitalizálta a régi bakelit katalógusát. 2008 elején úgy döntött, elérhetővé teszi az eddig kiadatlan fellépő katalógus számait, amit a „Tertiary Noise”-ban örökített meg. A 9. stúdióalbuma 2008-ban jelent meg „Wobble Factor” néven és megszilárdította befolyását a bimbózó glitch-hop mozgalomban, főleg az Amerikai Egyesült Államokban.
Nem sokkal ezután egészségi állapota azonnali visszavonulót követelt: stúdió munkáit félbehagyta és lemondta a turnét is. Felépülése alatt azonban elkezdett dolgozni egy új LP-n, a „Broken Soul Jamboree”-n. Sok szempontból megmutatja a Tipperre jellemző zeneszerzői és előadói stílust.
Azóta Tipper négy EP-t adott ki. Mindre jellemző a midtempo glitch-hop, glitch-step. Megerősítetlen pletykák szerint 2013-ban újabb downtempo fellépésekre lehet számítani tőle.

## Fordítás
- Ez a szócikk részben vagy egészben  a   David Tipper című angol Wikipédia-szócikk fordításán alapul.  Az eredeti cikk szerkesztőit annak laptörténete sorolja fel. Ez a jelzés csupán a megfogalmazás eredetét és a szerzői jogokat jelzi, nem szolgál a cikkben szereplő információk forrásmegjelöléseként.